# 埃克巴赫河
埃克巴赫河是德國的河流，位於萊因蘭-法爾茲，河道全長39.3公里，流域面積217.8平方公里，發源自卡爾斯貝格附近，河口處在沃爾姆斯。

## 外部連結
- Water management master plan for the catchment area of Isenach and Eckbach (PDF; 2,81MB)